# 王禹 (司机)
王禹（？—？），中国上海机务段的火车司机。

## 生平
朝鲜战争爆发后，上海铁路系统组织铁路员工支前队。从1950年11月起，共计四千余人奔赴朝鲜战场。他们的任务是保障中国人民志愿军在朝鲜的铁路运输。王禹时任司机长，是其中的佼佼者。所在的包乘组又称“王禹包乘组”，“王禹包乘组”在朝鲜被评为“一等典型机车”。1951年9月20日，司机长王禹被推选为铁路援朝归国代表团团员，出席全国劳模大会。朝鲜民主主义人民共和国授予他“一级战士”荣誉勋章。1954年，当选第一届全国人民代表大会代表。